# Nicole Timm
Nicole Timm (* 1973 in Berlin) ist eine deutsche Bühnen- und Kostümbildnerin und Szenografin.
Nach einer Schneiderlehre an der Staatsoper Berlin studierte Nicole Timm Kostüm- und Bühnenbild an der Universität der Künste Berlin in der Diplomklasse von Hartmut Meyer. Als Bühnenbildnerin hat sie u. a. mit den Regisseuren Vegard Vinge, Katja Czellnik, Katarina Eckold, Reinhild Hoffmann und Milan Peschel zusammengearbeitet. In Zusammenarbeit mit dem raumlabor berlin und mit Adrienne Goehler, Matthias Lilienthal oder Jens Hillje erarbeitete Nicole Timm Projekte im öffentlichen Raum, u. a. in Berlin, Rostock, Österreich und England.
Sie entwirft Sets für Musikvideos und Interventionen im öffentlichen Raum.

## Lehrtätigkeit
Seit 2010 unterrichtet Nicole Timm in der Bühnenbildklasse der UdK Berlin, seit 2015/16 als Gastprofessorin. 2012/13 hatte sie eine Gastprofessur für Bühnenbild und Szenografie an der Akademie der Bildenden Künste in Wien inne.